# Іттербю
Іттербю (швед. Ytterby) — селище, що входить до муніципалітету Ваксхольм на шведському острові Ресаре у Стокгольмському архіпелазі. Розташоване за 20 кілометрів на північний схід від столиці Швеції Стокгольма.
Селище відоме тим, що на його честь названі одразу чотири хімічні елементи.

## Історія
У 1787 році лейтенант шведської армії Карл Арреніус, пристрасний любитель мінералогії, сподіваючись поповнити свою колекцію мінералів, приїхав у відпустку до закинутого кар'єру поблизу Іттербю. Йому пощастило знайти чорний важкий камінь, схожий на кам'яне вугілля, який він назвав іттербітом, на честь селища, біля якого той був знайдений.
Через сім років цим мінералом зацікавився фінський хімік Юхан Гадолін (1760–1852), професор університету Або. Він провів хімічний аналіз мінерала і знайшов у ньому, поряд з окисами заліза, кальцію, магнію і кремнію, досить велику кількість (38 %) невідомої домішки, що нагадувала почасти окис алюмінію, почасти окис кальцію. Вчений дійшов висновку, що відкрив окис нового хімічного елемента.
Через три роки дослідженням іттербіта зайнявся шведський хімік Андрее Екеберг, професор Упсальського університету. Він підтвердив висновки Гадоліна з тією лише різницею, що, на його думку, на долю нової речовини доводилося не 38, а 55,5 %. Екеберг запропонував назвати цю речовину ітрієм (Y), а іттербіт перейменувати на гадолініт на знак поваги до наукових заслуг Гадоліна — першого дослідника цього мінералу.
У 1843 шведський хімік і хірург Карл Густав Мосандер встановив, що оксид ітрію, виділений з гадолініту, не є чистим і містить ще два оксиди нових елементів — тербію (Tb) та ербію (Er). Обидві назви — також похідні від «Іттербю».
У 1878 р. швейцарський хімік Жан де Маріньяк відкрив в оксиді ербію домішки нового хімічного елемента — ітербію (Yb), який також отримав назву, похідну від слова «Іттербю». Через рік шведський хімік Клеве в тому ж оксиді ербію знаходить ще одну домішку — новий хімічний елемент тулій (Tm). У цьому ж році в оксиді ербію Ларс Фредерік Нільсон виявлявив домішку ще одного нового елемента — скандію (Sc) на честь Скандинавії. Існування цього елемента передбачив Менделєєв і якому дав ім'я «екабор».
У 1907 р. в тому ж мінералі гадолініті французький хімік, живописець, музикант і скульптор Жорж Урбен відкрив ще один елемент — лютецій (Lu). Свою назву елемент отримав вже на честь «Лютеції», старої латинської назви Парижа.
Таким чином, в мінералі іттербіті — гадолініті були відкриті сім хімічних елементів:
- Y,
- Tb,
- Er,
- Yb,
- Sc,
- Tm
- Lu.

Селище Іттербю, біля якого знайшли цей мінерал, увічнили у назвах чотирьох з них:
- Ітрій,
- Тербій,
- Ербій,
- Ітербій.

Жоден материк, держава або місто не удостоїлися такої честі.